# Johan van Mil

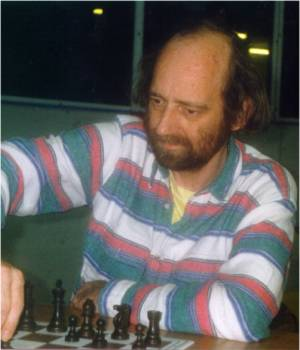
Johan van Mil

Johan van Mil (26 maart 1959 - 9 november 2008) was een Nederlandse schaker, en FIDE internationaal meester. Ook was hij eindredacteur van het tijdschrift Schaaknieuws en verzorgde hij schaaktrainingen.
- In 1989 won Van Mil het Open Kampioenschap van Utrecht.[1]
- In 1990 werd hij clubkampioen van SMB.
- In 1993 speelde Van Mil mee in het Open van Reykjavik en bezette de tweede plaats met 6 uit 9.
- In 1996 won hij het open kampioenschap van Gouda.[2] In 2000 werd hij tweede op dit toernooi, in 1993, 1994 en 2004 derde.
- In 1996 eindigde hij met 22 punten op de negende plaats van het snelschaak-kampioenschap, Jeroen Piket werd eerste met 29 punten.
- In 1997 nam hij deel aan het Aegon computertoernooi.

Na de geboorte van zijn kinderen speelde hij voornamelijk nog competitiepartijen.
Van Mil was getrouwd met de uit Hongarije afkomstige schaakster Erika Sziva, met wie hij twee kinderen had. Sinds 1994 dreef het echtpaar een schaakboekenverzendhuis.

Johan van Mil leed aan een ernstige nierziekte. Hij overleed uiteindelijk aan complicaties na een hartoperatie, namelijk door een infectie door een zeldzame maar zeer agressieve schimmel. 